# Јуденфрај
Јуденфрај  (  - слободно од Јевреја) био је нацистички израз за подручје етнички очишћено од Јевреја у време Холокауста.
Такође је био у употреби и израз Јуденрајн (  - чист од Јевреја). Да би неко подручје добило статус Јуденфрај морао се очистити сваки траг јеврејске крви.

## Подручја проглашена Јуденфрај
Установе, села, градови и регије проглашени Јуденфрај након етничког чишћења Јевреја током Другог светког рата су:
- Гелнхаусен, Немачка - проглашен Јуденфрај 1.12.1938. у дневним новинама Кинцигвахт, након што је затворена синагога и депортовани сви Јевреји из града.[1]
- Луксембург - проглашен  Јуденфрај  у штампи 17.10.1941[2].
- Естонија - децембар 1941.[3] Проглашена  Јуденфрај  на Конференцији у Ванзеу 20.1.1942.[4]
- Независна Држава Хрватска – проглашена Јуденфрај од министра унутрашњих послова Андрије Артуковића у фебруару 1942. али у Немачкој се сумњало да ово није истина, па су власти из Берлина послале Франца Арбомеита да провери ситуацију. Након тога, усташе су биле под притиском да заврше посао. У априлу 1942, две стотине Јевреја из Осијека је депортовано за Јасеновац, док је 2.800 Јевреја послато у Аушвиц.[5] Гестапо је у мају 1943. организовао одлазак последњих Јевреја из Хрватске од којих је 1.700 било из Загреба док је 2.500 било из других делова НДХ који су послати у Аушвиц.[6][7]‍:107 Немачки дипломата Зигфрид Каше прогласио је Јуденфрај у поруци Берлину 18. априла 1944. изјвавши: "Хрватска је једна од држава у којој је јеврески проблем решен."[8][9]
- Подручје Војног заповедника у Србији - маја 1942, телеграм СС пуковника Емануела Шефера (Emanuel Schäfer), шефа београдског BsD (Der Bafehlshaber der SIPO und des SD) посланог у Берлин.[10]
- Беч - проглашен  Јуденфрај  од стране Алојза Брунера 9.10.1942.
- Берлин - 19.5.1943.[11]
- Ерланген проглашен 1944. године